# تروبفيست أرابيا
تروبفيست أرابيا هو امتداد لمهرجان تروبفيست [الإنجليزية]، أكبر مهرجان للأفلام القصيرة في العالم. بدأ تروبفيست في عام 1993 كعرض ل200 شخص في مقهى في سيدني، ولكنه أصبح منذ ذلك الحين أكبر منصة للأفلام القصيرة في العالم.
أُقيم مهرجان تروبفيست أرابيا لأول مرة في نوفمبر 2011 في أبو ظبي، الإمارات العربية المتحدة.
يُغطي تروبفيست أرابيا الشرق الأوسط وشمال إفريقيا وهو مفتوح لمُواطني الجزائر، البحرين، جيبوتي، مصر، العراق، الأردن، الكويت، لبنان، ليبيا، المغرب، عمان، فلسطين، قطر، المملكة العربية السعودية، السودان، سوريا وتونس والإمارات العربية المتحدة واليمن. ويحظى هذا الحدث بدعم توفور54 الذي يهدف إلى إنشاء صناعة مُستدامة لوسائل الإعلام العربية وإنشاء المحتوى الترفيهي في الشرق الأوسط انطلاقا من أبو ظبي.
أُقيم مهرجان تروبفيست أرابيا السينمائي السنوي الثاني في أبو ظبي في أكتوبر 2012. انطلقت جولة ورشة عمل تروبفيست أرابيا الإقليمية حول صناعة الأفلام القصيرة في مايو 2012، مع استضافة جلسات في مصر، الإمارات العربية المتحدة، عُمان، المملكة العربية السعودية، الكويت، قطر، الأردن، لبنان، المغرب والعراق.
أقيم مهرجان تروبفيست أرابيا السينمائي الثالث في كورنيش أبو ظبي يوم 8 نوفمبر. انطلقت جولة ورشة عمل تروبفيست أرابيا الإقليمية حول صناعة الأفلام القصيرة في مايو 2012، مع استضافة جلسات في مصر، الإمارات العربية المتحدة، عمان، المملكة العربية السعودية، الكويت، قطر، الأردن، لبنان، المغرب والعراق.

## تروبفيست العربية 2011
حضر أكثر من 12000 من محبي الأفلام من جميع أنحاء المنطقة مهرجان تروبفيست أرابيا على كورنيش أبو ظبي في العرض الافتتاحي في 4 نوفمبر 2011. استضاف المهرجان كل من ريا أبي راشد وقصي خضر من برنامج أرابز غوت تالنت، مع عروض لأعضاء فريق ستار أكاديمي العالم العربي الموسم الثامن.
عمل الممثل الكوميدي والممثل الدرامي المصري أحمد حلمي كمخرج مُشارك إلى جانب مؤسس ومخرج تروبفيست جون بولسون. ضمت لجنة التحكيم المخرجة الإماراتية نايلة الخاجة، والمخرجة والممثلة السعودية عهد، والمخرج السعودي ممدوح سالم، والمخرج اللبناني أمين درة، والمنتج وكاتب السيناريو المصري محمد حفظي، والممثل الأردني إياد ناصر، والفائز بجائزة تروبفيست أستراليا 2011 ديمون جامو.

## تروبفيست أرابيا 2012
حضر عشاق السينما من جميع أنحاء المنطقة النسخة الثانية من مهرجان تروبفيست أرابيا، الذي أقيم على كورنيش أبو ظبي في 26 أكتوبر 2012. وقد قدم الحفل مقدما المهرجان ريا أبي راشد وقصي خضر من برنامج أرابز غوت تالنت. قامت نجمة البوب اللبنانية كارول سماحة بأداء بعض أغانيها الناجحة.
عملت الممثلة التونسية هند صبري كمخرجة مشاركة إلى جانب مؤسس تروبفيست، جون بولسون. تألفت لجنة التحكيم من لجنة من صانعي الأفلام العرب المشهورين، بما في ذلك رسام الرسوم المتحركة الإماراتي ورئيس مجلس إدارة شركة "لمتارا"، محمد سعيد حارب؛ المنتج السينمائي والمخرج الكويتي عامر الزهير؛ الممثلة والمنتجة الأردنية صبا مبارك؛ الممثلة والمخرجة السورية كندة علوش؛ الكاتب والمُخرج المصري عمرو سلامة والموسيقار والملحن اللبناني خالد مزنر.

## تروبفيست العربية 2013
أقيم مهرجان تروبفيست أرابيا السينمائي السنوي الثالث في كورنيش أبوظبي يوم 8 نوفمبر. وقد قدمت الحفل مقدمة المهرجان ريا أبي راشد. قام نجم البوب اللبناني رامي عياش بأداء بعض أغانيه الناجحة. وتألفت لجنة التحكيم من لجنة من المخرجين العرب من بينهم المخرج الإماراتي علي مصطفى؛ الممثل الكويتي خالد أمين؛ الممثل السوري باسل خياط ؛ الممثلة التونسية درة زروق؛ والمنتجة الأردنية رولا ناصر.

## رمز المهرجان
في كل عام، يتطلب تروبفيست أرابيا أن تتضمن المشاركات "رمزا لمهرجان تروبفيست" (TSI) معينًا أو إجراءً للتأكد من أنها فريدة ومصممة خصيصًا للمهرجان.
- 2011 - النجم
- 2012 - الرقم 2
- 2013 - الوقت
- 2014 - الدبوس

## الفائزون

### 2011
- المركز الأول – جاسم الجبوري من بغداد، العراق فاز بالمركز الأول عن فيلمه سرب النجوم، الجائزة الكبرى تشمل 12.500 دولار أمريكي، ورحلة إلى لوس أنجلوس للقاء كبار المديرين التنفيذيين للأفلام ورحلة إلى أستراليا لتكون عضوا في لجنة التحكيم في تروبفيست أستراليا 2012.[7]
- المركز الثاني - لبنى سعيد العمودي من الإمارات حصلت على المركز الثاني عن فيلمها "الابتسامة". حصلت على 7500 دولار وتدريب مع قناة إم بي سي.
- المركز الثالث – أحمد غزال من مصر فاز بمبلغ 5000 دولار أمريكي مع إمكانية تعديل ألوان لفيلمه القصير بيقولو في توفور54.
- - جائزة أفضل ممثل - لعلي سلوم عن فيلم "الابتسامة".
- - أفضل ممثلة: فازت بها دانا الدجاني عن فيلم "من النظرة الأولى".

### 2012
- المركز الأول – حصل محمد حسين أنور من مصر على المركز الأول عن فيلمه "غير قابل للتلف". حصل أنور على الجائزة الكبرى البالغة 12500 دولار ورحلة إلى لوس أنجلوس للقاء متخصصين في صناعة السينما، مقدمة من جمعية الصور المتحركة.[8]
- المركز الثاني – فاز خالد البومشولي من المغرب بالمركز الثاني عن فيلمه "اثنان، ستة". حصل على 7500 دولار أمريكي ورحلة للقاء المتخصصين في هذا المجال في مهرجان كان السينمائي 2013، مقدمة من توفور54 ومجلة فارايتي.
- المركز الثالث – حصل إسلام رسمي من مصر على المركز الثالث عن فيلمه "لقمة عيش". حصل على 5000 دولار ودورة تدريبية مع إم بي سي تو.
- - أفضل ممثل - حصل عليها بيبرس الشهاوي عن فيلم "لقمة عيش"
- - أفضل ممثلة – فازت بها ديانا الضمراوي عن فيلم "أسود وأبيض".

### 2013
- المركز الأول – فاز سامر نصر الله من سوريا بالمركز الأول عن فيلمه "العداء". حصل سامر على الجائزة الكبرى البالغة 11.500 دولار أمريكي ورحلة إلى لوس أنجلوس للقاء محترفي صناعة السينما، مقدمة من رابطة موشين بيكتشرز وكاميرا Nikon D-SLR 7100.[9]
- المركز الثاني – فازت خلود النجار من الكويت بالمركز الثاني عن فيلمها "البيجامات الثلاثة". حصل على 6500 دولار أمريكي ورحلة للقاء متخصصين في هذا المجال في مهرجان كان السينمائي 2013، مقدمة من توفور54 ومجلة فارايتي، بالإضافة إلى كاميرا Nikon D-SLR 7100.
- المركز الثالث – أندريا زكريا أنور من مصر حصل على المركز الثالث عن فيلمه "أزمة وقت". حصل على 4000 دولار ودورة تدريبية مع قناة إم بي سي تو وكاميرا Nikon D-SLR 7100.
- - جائزة أفضل ممثل - إلياس رزق الله عن فيلم "العداء".
- - أفضل ممثلة – فازت بها تقى مكاوي عن فيلم "ضي".

## معايير الدخول
يُطلب من صانعي الأفلام إنشاء أعمال جديدة للمهرجان والتي يجب أن تتضمن رمزا يُعرف باسم "رمز مهرجان تروبفيست" (TSI) والذي يتغير كل عام. كان "النجم" موضوع رمز المهرجان في عام 2011، و"الرقم 2" في مهرجان تروبفيست أرابيا 2012 و"الوقت" في مهرجان تروبفيست أرابيا 2013. يجب أن تكون مدة الأفلام أقل من 7 دقائق (بما في ذلك العناوين والاعتمادات) وأن يتم عرضها لأول مرة في حدث تروبفيست أرابيا.